# 阳高县
阳高县是中国山西省大同市所辖的一个县。总面积为1678平方公里，縣人民政府駐龍泉鎮轅門街666號。

## 历史沿革
考古发现表明，阳高县境内很早就有人类居住。境内有著名的许家窑人遗址，属旧石器时代遗址；另有新石器时代的砖井遗址。
战国时期，赵武灵王北征，击溃林胡、楼烦，在此设置高柳县，属代郡。秦统一后，仍属代。西汉时境内另有道人（新莽时改为道仁）、参合二县。东汉时代郡治所由桑干移至高柳，属幽州；参合县废。灵帝末年郡县皆废。
北魏在阳高县参合陂击败后燕的參合陂之戰之后定都平城（今大同），阳高时属畿内之地。迁都洛阳后，平城置为六郡，高柳郡治所位于高柳，领高柳、安阳（今阳原县南）两县。
唐在此置清塞军，属河东道蔚州。辽置长青县，属西京道大同府。金初仍为长青县（后改为白登县），隶西京路大同府。元初废县为镇，后复置白登县，属宣慰司大同路。
明置阳和卫，属山西行都指挥使司。原村镇改属山西布政使司。后徙高山卫同驻。清并阳和、高山卫为阳高卫。顺治时曾升为阳和府，并移大同府治所至此，后改回阳高卫。雍正时改卫为县，属山西省大同府。从此县名不变。
民国初属山西省雁门道，后雁门道废，直属山西省。日军侵占后先后属伪蒙疆政府晋北自治政府、伪晋北政厅、伪大同省公署。
1949年后属察哈尔省雁北公署，后察哈尔省撤销，属山西省雁北专区（后改称雁北地区）。1958年至1961年间曾与天镇县合并。1993年雁北地区与大同市合并，阳高县划归大同市。

## 行政区划
阳高县下辖7个镇、4个乡：
龙泉镇、罗文皂镇、大白登镇、王官屯镇、古城镇、东小村镇、友宰镇、长城乡、狮子屯乡、下深井乡和鳌石乡。

## 人口
根據第七次人口普查數據，截至2020年11月1日零時，陽高縣常住人口為191981人。

## 神泉寺
1. 神泉寺特产：黄花，杏，葡萄，绿豆，紫土豆，葵花（ 向日葵）等。
2. 神泉寺旧石器文化遗址。
3. 神泉寺火山是是大同火山群组成部分，是中国著名的第四纪火山。大同火山群为国家地质公园。